# Удовиченко Лариса Іванівна
Лари́са Іва́нівна Удовиченко (нар. 29 квітня 1955, Відень, Австрія) — радянська та російська акторка театру і кіно. Заслужена артистка РСФСР (1984), Народна артистка Росії (1998), лауреат Державної премії РФ (2002).

## Біографія
Лариса Іванівна Удовиченко народилася 29 квітня 1955 року в столиці Австрії Відні. Батьки: Іван Никонович Удовиченко — військовий лікар, родом з України, закінчив Харківський медичний інститут і Муза Олексіївна Удовиченко (родом з Ленінграда, закінчила Ленінградський інститут театру, музики і кіно, але через неспокійну професію чоловіка акторкою не стала). Після завершення служби батька в Австрії сім'я повернулась на Батьківщину чоловіка – Україну, жили в Одесі. Батьки пішли з життя, коли Лариса була зовсім юною.
У дев'ятому класі вона вступила у Народну студію кіноактора при Одеській кіностудії. Лариса Удовиченко дебютувала в короткометражному фільмі «Щасливий Кукушкін» режисера Олександра Павловського, у якого знялася пізніше ще у фільмах «І чорт з нами» і «Дитина до листопада». Свою першу дорослу роль вона зіграла у 1974 році у фільмі Сергія Герасимова «Дочки-матері». У 1976 році закінчила Всесоюзний державний інститут кінематографії (майстерня Сергія Герасимова і Тамари Макарової).
Знялася в цілому більше ніж в 120 фільмах, ставши популярною після ролі Маньки-Облігації в «Місце зустрічі змінити не можна». Улюбленою роллю вважає роботу зі Станіславом Садальським в комедії «На кого Бог пошле» режисера Володимира Зайкіна. Лариса Удовиченко знімалася в кіножурналі «Єралаш».
Є академіком російської національної кінематографічної премії «Ніка».

## Сім'я
- Рідна сестра — Яна.[5]
- Двоюрідна сестра — Світлана.[5]
- 1-й чоловік (шлюб фіктивний) — режисер Олександр Панкратов-Білий
- 2-й чоловік — кінорежисер  Андрій Ешпай[6]
- 3-й чоловік (1987—2000) — піаніст і бізнесмен Геннадій Болгарин (ур. Фрідман, нар. 1947)

Діти:
- від першого шлюбу — син Максим (1973—2006, помер від передозування наркотиків).[7]
- дочка — Марія Геннадіївна Удовиченко (нар. 1988) знялася в ролі Каті в комедії «Шуб-баба Люба!», навчалася в  Російському інституті театрального мистецтва.[8][9][10]

Хресна мати українського телеведучого та продюсера Олексія Дівєєва-Церковного. Кума політика Михайла Добкіна.

## Фільмографія
1. 1970 — Щасливий Кукушкін — Людмила
2. 1972 — Життя та дивовижні пригоди Робінзона Крузо — кохана Робінзона (під час монтажу роль видалили)
3. 1972 — Юлька — Люська
4. 1974 — Дочки-матері — Галя
5. 1976 — Завжди зі мною… — Валентина Георгіївна
6. 1976 — Городяни — перехожа
7. 1976 — Трин-трава — наречена
8. 1976 — Червоне і чорне — Аманда Біне
9. 1977 — Золота міна — лейтенант міліції Тетяна Лебедєва
10. 1977 — Солдатки — Альонка
11. 1977 — Перед іспитом — Лера
12. 1978 — І це все про нього — Людмила Гасілова
13. 1978 — Гадання на ромашці (новела «Татуїровка») — циганка
14. 1979 — У моїй смерті прошу звинувачувати Клаву К.
15. 1979 — Тактика бігу на довгу дистанцію — Віра Ярцева
16. 1979 — Кажан — Адель
17. 1979 — Місце зустрічі змінити не можна — Манька-Облігація
18. 1979 — Маленькі трагедії — Луїза
19. 1979 — Піна — Альбіна
20. 1979 — Людина змінює шкіру — Маша Полозова
21. 1980 — Такі ж, як ми! — Катя
22. 1980 — Постріл у спину — Ірина Перова
23. 1980 — Люди в океані — лейтенант Стрельникова
24. 1980 — Розслідування — Світлана Сергіївна Орлова
25. 1981 — Факти минулого дня — Неля
26. 1981 — Валентина — Зинаїда Кашкіна
27. 1981 — Смуга везіння — Алімушкина
28. 1982 — Одружений парубок — Тамара
29. 1983 — Мері Поппінс, до побачення! — місіс Бенкс
30. 1983 — Інспектор Лосєв — Галина Кочерга
31. 1983 — Коханням за кохання — Беатріче
32. 1983 — Підліток — Анна Андріївна
33. 1984 — Успіх — Ольга Сабурова
34. 1984 — Мертві душі — Манілова
35. 1985 — Щиро Ваш… — Люся Добриніна
36. 1985 — Небезпечно для життя! — Катерина Молодцова
37. 1985 — Зимова вишня — Валя
38. 1985 — Поїздки на старому автомобілі — Ліля
39. 1985 — Найчарівніша і найпривабливіша — Люся Виноградова
40. 1986 — Мільйон у шлюбному кошику — Ілона
41. 1986 — Хто увійде в останній вагон — Інна Сорокіна
42. 1986 — Добре сидимо! — Алевтина Єгоровна
43. 1986 — Валентин і Валентина — Женя
44. 1987 — Моя люба — Суханова
45. 1987 — Чехарда — мама Міши
46. 1989 — Вхід до лабіринту — Ольга Ільївна Панафідіна
47. 1990 — Допінг для янголів — Тамара Родимцева
48. 1990 — Зимова вишня 2 — Валя
49. 1990 — Все попереду — Наталья
50. 1990 — Собачий бенкет — Олександра
51. 1990 — Автостоп — телефонистка
52. 1990 — Сукині діти — Таня Бусигіна
53. 1990 — А ось і я (короткометражка)
54. 1991 — Дура — Домінік Берівер
55. 1991 — Жінка для всіх — Анна
56. 1991 — Смуга смерті — Нонна
57. 1991 — Болотяна street, або Засіб проти сексу — Наталья Володимирівна
58. 1991 — Чотири листи фанери — Галя з Крижополя
59. 1991 — І чорт з нами — Олена
60. 1991 — Блукаючі зірки — Марчелла Ембріх
61. 1992 — Тартюф — Ельміра
62. 1992 — Устриці з Лозанни — Люся
63. 1992—1994 — Горячев й інші — Даша
64. 1992 — Дитина до листопада — Надя
65. 1992 — Все О'кей панове, чи Уїк-енд по російськи…
66. 1993 — Дике кохання — матір Максима
67. 1993 — Вбивство в Саншайн-Менор — Лючія Спарроу
68. 1994 — На кого Бог пошле — Марина Родіонова
69. 1994 — Наречений з Маямі — Лариса
70. 1995 — Кохати по-російськи — Тетяна
71. 1995 — Дім — Соня Мармеладова
72. 1995 — Ручка, ніжка, огірочок…
73. 1995 — Яка дивна гра — Соф'я Абрамівна
74. 1995 — Зимова вишня 3 — Валя
75. 1995 — Вальс золотих тельців — акторка
76. 1995 — Поїзд до Брукліна
77. 1996 — Імпотент — Даша
78. 1996 — Чоловік для молодої жінки — Настя
79. 1996 — Барханов і його телохранитель — Мата Харі
80. 1996 — Кохати по-російськи 2 — Тетяна
81. 1998 — Любовь зла — матір Корабельникова
82. 1999 — Кохати по-російськи 3: Губернатор — Тетяна
83. 2000 — Шуб-баба Люба! — Любов Іванівна
84. 2000 — Спогади про Шерлока Холмса — дружина Конан Дойла
85. 2000 — Артист і майстер зображення — дружина Савельєва
86. 2000 — 8 березня — Наташа
87. 2000 — Заздрість богів — Іра
88. 2001 — Сищики — Юля
89. 2001 — Підозра — Ніна
90. 2001 — Життя забавами повне — Ліра Валентинівна
91. 2001 — Люди і тіні — Надя
92. 2001 — Північне сяйво — Ірина
93. 2002 — Головні ролі — Алла Петрова
94. 2002 — Жіноча логіка — Звягіна
95. 2002 — Під дахами великого міста — Лідія
96. 2002 — Інтимне життя Себастьяна Бахова
97. 2003 — Пан або пропав — Аліція Хансен
98. 2003—2005 — Даша Васильєва. Шанувальниця приватного розшуку — Даша Васильєва / Іветта «Люка» Бабанова
99. 2008 — Важкий пісок — пані Янжвецька
100. 2007 — Повернення блудного чоловіка — Ліза
101. 2007 — Лузер — Світлана
102. 2008 — Вареники з вишнею — Валентина
103. 2008 — Звідки беруться діти — Поліна Семенівна, матір Павла
104. 2008 — Хочу дитину — Ізольда Марківна Весьолкіна
105. 2009 — Одружити Казанову — Жанна
106. 2010 — Прогулянка по Парижу — Елеонора
107. 2010 — Все можливо — Катерина Григорівна Шаховська
108. 2011 — Зимовий сон — Василиса Фролова
109. 2011 — Група щастя — Лілія Федорівна
110. 2011 — Моя шалена сім'я! — Людмила Топешко
111. 2012 — Мексиканський вояж Степанича — власниця туристичної компанії
112. 2013 — Пізнє каяття — Клавдія Степанівна, власниця агентства з працевлаштування
113. 2014 — Кавказька полонянка! — медсестра
114. 2015 — Де живе Надія? — Римма
115. 2016 — Бідні люди — Люся, дружина видавця
116. 2014 — Готель щасливих сердець — Марія Михайлівна
117. 2017 — Барс — Діана Валентинівна
118. 2018 — Сувенір з Одеси — Єлизавета Аркадіївна Вольська в 1975 році
119. 2018 — Операція «Сатана» — Ніна Павлівна Мєднікова
120. 2019 — Анатомія вбивства — Ольга Олександрівна
121. 2020-2021 — Мир! Дружба! Жуйка! — Ганна Пилипівна

## Озвучування
- 1982 — Спортлото-82 — Алла Дмитрівна
- 1986 — Слон і Піночка (м/ф)
- 1988 — Влюблива ворона (м/ф) — Ворона
- 1988 — Лев і дев'ять гієн (м/ф)
- 1989 — Не залишай
- 1996 — Королі і капуста (м/ф) — Ізабель
- 2000 — Звірячі війни (м/ф)

## Театр
- 1999—2002 — «Сирена і Вікторія» О. Галіна — (реж.-пост. Віталій Соломін) — Вікторія
- 2002—2011 — «Хто останній за коханням» Олени Кузнецової
- 2007—2010 — «Викрадення Сабінянінова» Петра Гладиліна — (реж.-пост. Валерій Саркісов)
- 2009 — «Одружуйтесь на мені» Н. Птушкіної — (реж.-пост. Валерій Саркісов)
- 2012 — «Роза з подвійним ароматом» Еміліо Карбальїдо — (режисерка-постановниця Ніна Чусової)
- 2014 — «Плач'у вперед!» Н. Птушкіної (реж.-пост. Валерій Саркісов) — підприємиця Ліпа

## Нагороди
- Заслужена артистка РРФСР (1984).
- Народна артистка Росії (1998).